# Cheese
Cheese és un programa de gestió de la webcam de l'escriptori GNOME, similar al Photo Booth d'Apple. Permet capturar fotografies i vídeos directament de la càmara web i fer-hi senzilles modificacions.
Va ser desenvolupat com un projecte del Google Summer of Code del 2007 per part de Daniel G. Siegel. Utilitza GStreamer per aplicar efectes a les fotos i vídeos. Pot exportar a Flickr i d'integra amb les altres eines de l'escriptori GNOME (per exemple, les imatges poden ser usades com a imatges gnome-about-me).
Des de la versió 2.22.0, Cheese és oficialment part de GNOME.

## Efectes
- Malva
- Blanc i negre
- Saturació
- Hulk
- Gir vertical
- Gir horizontal
- Psicodèlic
- Vertigen
- Contorns
- Trossos
- Distorsió